# Večkerka
Večkerka (Horní Paliárka) je zaniklá usedlost v Praze 5-Smíchově v ulici Holečkova (původně Košířská cesta, později Karlova třída).

## Historie
Vinice se v místech usedlosti rozkládaly již ve středověku. Nazývaly se Kanclířka a Pařezka a během třicetileté války v 17. století byly obě poničeny. Roku 1687 je od dědiců Maggauera z Greisenau koupil Martin Antonín Wetzker, po kterém již jako spojené získaly své jméno. V té době třetím rokem na vinici nebyla úroda.
V polovině 18. století na tří čtvrtinách pozemku původních vinic byla pole a usedlost měla obytné a hospodářské budovy a skleník. V polovině 19. století byla nazývána Horní Paliárkou a někdy též Dolní Hřebenkou. Při přestavbě se zvýšila o jedno patro a získala novorenesanční vzhled.
Po roce 1900
V hospodářském dvoře měl kolem roku 1900 továrnu Karel Pašek, který zde vyráběl vodovody, pumpy a větrné motory. Roku 1907 přesídlil do továrního objektu v ulici Pod Brentovou a dům byl upraven na činžovní.
Roku 1911 měla usedlost adresu Karlova třída 162/35. Ve 30. letech 20. století byl dům zbořen.